# Isländische Eishockeyliga 2000/01
Die Saison 2000/01 war die zehnte Spielzeit der isländischen Eishockeyliga, der höchsten isländischen Eishockeyspielklasse. Meister wurde zum insgesamt achten Mal in der Vereinsgeschichte Skautafélag Akureyrar.

## Modus
In der Hauptrunde absolvierten die vier Mannschaften jeweils 15 Spiele. Die beiden bestplatzierten Mannschaften qualifizierten sich für das Meisterschaftsfinale. Für einen Sieg erhielt jede Mannschaft zwei Punkte, bei einem Unentschieden gab es einen Punkt und bei einer Niederlage null Punkte.

## Hauptrunde

### Tabelle
|    | Klub                         | Sp | S  | U | N  | Tore    | Punkte |
| -- | ---------------------------- | -- | -- | - | -- | ------- | ------ |
| 1. | Skautafélag Akureyrar        | 15 | 12 | 1 | 2  | 130:068 | 25     |
| 2. | Ísknattleiksfélagið Björninn | 15 | 12 | 0 | 3  | 165:073 | 24     |
| 3. | Skautafélag Reykjavíkur      | 15 | 5  | 1 | 9  | 086:117 | 10     |
| 4. | Gulldrengir                  | 15 | 0  | 0 | 15 | 038:161 | 0      |

Sp = Spiele, S = Siege, U = unentschieden, N = Niederlagen, OTS = Overtime-Siege, OTN = Overtime-Niederlage, SOS = Penalty-Siege, SON = Penalty-Niederlage

## Finale
- Skautafélag Akureyrar – Ísknattleiksfélagið Björninn 3:2 (3:4, 5:6, 11:4, 5:1, 6:5)